# Prefab Sprout
Prefab Sprout es una banda de pop-rock británica que se formó en Durham (Reino Unido) en 1978 por los hermanos Paddy y Martin McAloon. La alineación más influyente tuvo lugar durante los años 1980 incluyendo a Wendy Smith -bajista y corista- y al baterista Neil Conti. En la actualidad,[¿cuándo?] tras experimentar varios abandonos, se configura como el proyecto en solitario de Paddy McAloon.
Su último disco publicado, I Trawl The Megahertz, data de 2019 aunque inicialmente se publicara como un álbum solista de McAllon. Conocido por su timidez, perfeccionismo y problemas de salud, desde 2004 carece de presencia en redes sociales o web oficial pero sí posee un canal oficial en YouTube.

## Biografía
Prefab Sprout ha sido uno de los grupos con mejores críticas en la prensa musical, pero no así por el público, quienes los han considerado demasiado avant garde debido las temáticas de sus letras.

"En realidad no soy un músico clásico. No sé leer partituras. (...) después de todo este tiempo, lo que más me sigue gustando es hacer temas pop."
Paddy McAloon (El Periódico, 2019) 

Conocidos popularmente como The Sprouts, al principio de su carrera fueron catalogados como un grupo identificado con la vida en ciudades pequeñas de Reino Unido y la cultura inglesa. Posteriormente Paddy McAloon dedicó algunos temas más universales para lograr repercusión en Estados Unidos. Canciones como «The King Of Rock And Roll» —dedicada a Elvis Presley— y «Cars and Girls» —a Bruce Springsteen— son dos ejemplos.

"Me gusta pasear y pasar tiempo por los pueblos cerca de Durham. Siempre tengo melodías en la cabeza. A veces, me siento en un café y trato de ponerles letra. El título es lo más importante. Si encuentro un título, siento que ya tengo casi todo el trabajo hecho. A veces, muy pocas, compongo de noche. Pero el asunto es que no me hace falta seguir componiendo; mis canciones se cuentan por montañas. Lo que me falta por hacer es grabarlas."
Paddy McAloon (El Periódico, 2019) 

Desde finales de la década de los noventa Paddy McAloon presentó un doble desprendimiento de retina y la enfermedad de Ménière, por lo que el trabajo de la banda fue en descenso. Durante la gira de 2001 con motivo de la presentación de su disco The Gunman and Other Stories, él mismo confirmó su enfermedad, lo que motivó a que el grupo se retirara de los escenarios.

"¿Qué prefiero?. ¿Pasarme el día encerrado en un estudio o salir a pasear?. Elijo pasear. Caminar por la ciudad, hablar con la gente… Todo eso también es importante. Porque me ayuda, por ejemplo, a conocer nuevas expresiones y jubilar las anticuadas. Me cuesta mucho actualizarme a través de la música. No me veo haciendo un disco 'grime'."
Paddy McAloon (El Periódico, 2019) 

Por el estilo elegante y sofisticado de su producción discográfica, parte de la prensa musical de Reino Unido engloba a Prefab Sprout bajo la etiqueta de Sophisti-pop. Una rara definición del pop inglés que engloba agrupaciones como Swing Out Sister, The Blue Nile, The Blow Monkeys, China Crisis, Aztec Camera, Dream Academy, Steely Dan, Johnny Hates Jazz, Heaven 17 o Everything But The Girl.

"La esencia de Prefab Sprout no es mi voz, tampoco la de Wendy Smith, sino la composición. Pero igualmente tenía miedo. Cuando Joni Mitchell se pasó del folk al jazz, mucha gente se lo echó en cara. En la música te critican si no cambias y también si lo haces."
Paddy McAloon (El Periódico, 2019) 

Swoon (1984) su primer disco de larga duración obtuvo buenas críticas por parte de la prensa pero resultó algo “pesado” para el público general. El álbum contenía la canción «Cruel», que no tuvo el éxito esperado, aunque «Don't Sing», su segundo single se alzó entre los favoritos en las listas de ventas.

"Paddy McAloon no había encontrado todavía la clave para las composiciones elegantes que son seña de identidad de Prefab Sprout cuando grabaron su primer álbum Swoon. Ciertamente es un intento con mucho ahínco de crear un sonido sofisticadamente contemporáneo pero el problema es que se mezclan demasiados elementos (las letras son recargadas y la música tiene demasiados cambios de acorde y extrañas yuxtaposiciones)."
Stephen Thomas Erlewine (AllMusic) 

Su segundo álbum Steve McQueen (1985) obtuvo una repercusión más amplia alcanzando en Reino Unido la posición 21 en las listas de ventas. En Estados Unidos este disco se titula Two Wheels Good por una demanda legal del actor Steve McQueen a raíz de la cual el grupo obtuvo mucha presencia en los medios. Producido por Thomas Dolby entre las canciones figuran algunos de las más conocidas del grupo aunque ninguna alcanzara el número 1: «When Love Breaks Down», «Goodbye Lucille No1», «Bonnie» y «Appetite». En 2005 se reeditó una versión remasterizada que incluía un disco adicional en acústico que, según el ingeniero de grabación, se tardó más tiempo en grabar que el álbum original. Con un cierto éxito en el mercado, McAloon se convirtió en un afamado compositor, por lo que comenzó a trabajar con grandes personalidades del medio. En unas declaraciones afirmó que él era el mejor compositor que había dado Inglaterra y ser mucho más importante que el propio John Lennon. Esta declaración le trajo críticas que dieron al traste con el apoyo de los medios, aunque tiempo después el mismo Paddy se disculpó.

"Elegante, sofisticado y atemporalmente elegante, Two Wheels Good (titulado Steve McQueen en el resto del mundo) es un clásico menor, una obra maestra brillante de jazz-pop provocada por la ingeniosa e ingeniosa composición de Paddy McAloon."
Jason Ankeny (AllMusic) 

From Langley Park to Memphis (1988) fue el primer intento del grupo para entrar en el mercado estadounidense ya que contenía temas como «The King Of Rock & Roll» y «Cars and Girls», los cuales le dieron buena acogida pero no el éxito que seguían esperando. McAloon no entendía el porqué de la negativa del público pero no cejó en su intento por conquistarlos.

"Como sugiere el título, From Langley Park To Memphis es el viaje espiritual de Prefab Sprout al corazón de la cultura estadounidense; obsesionado con el rock 'n' roll (The King Of Rock'n'Roll) y Bruce Springsteen (Cars and Girls), fascinado con la música gospel (Venus of the Soup Kitchen) y encerrado en un amor / odio en relación con la ciudad de Nueva York (Hey! Manhattan), Paddy McAloon hace una mirada iconoclasta al otro lado del Atlántico para darle sentido a todo."
Jason Ankeny (AllMusic) 

Catalogado como la protosecuela de From Langley Park to Memphis, Protest Songs (1989) fue un disco que se realizó tras la gira de Steve McQueen en 1985. Debido a la popularidad de la canción «When Love Breaks Down», y por presiones de la discográfica, se retrasó su lanzamiento casi 3 años. La canción más popular fue «A Life Or Surprises» que, posteriormente, daría título a un disco recopilatorio de la banda.

"Protest Songs fue grabado por Prefab Sprout en 1985 a raíz del magistral Steve McQueen / Two Wheels Good, pero se archivó a favor del posterior From Langley Park to Memphis. Finalmente salió a la superficie con poca fanfarria en 1989 emergiendo casi tan misteriosamente como fue abandonado cuatro años antes. Es un disco maravilloso, pero quizás demasiado cercano en sonido y espíritu a Steve McQueen. (...) Con el beneficio de la retrospectiva parece razonable suponer que Paddy McAloon deseaba no apegarse a lo probado sino intentar algo nuevo y diferente fuera exitoso o no. No es una obra maestra perdida. Sigue siendo una pieza esencial del rompecabezas."
Jason Ankeny (AllMusic) 

Con la producción de Thomas Dolby Jordan: The Comeback (1990) es un amplio disco ya que consta de 19 canciones y está dividido en cuatro temáticas: canciones pop (1 a 5), canciones inspiradas en una historia de Paddy McAloon en las que fantasea con la posibilidad de que Elvis Presley estuviera retirado, esperando la canción adecuada para regresar, es parte de la temática principal del álbum. Se completa con una serie de temas dedicados al malogrado bandido Jesse James (6 a 9), canciones pop-medley inspiradas en la visión particular de Paddy acerca del amor (10 a 14) y canciones inspiradas en su visión acerca de la religión (15 a 19). Fue uno de los discos más aclamados por los fanes de la banda.

"Jordan: The Comeback es el intento exitoso de Prefab Sprout de abarcar la amplitud de la música popular. Al reunirse sabiamente con el productor Thomas Dolby Paddy McAloon se entrega libremente a sus innumerables ambiciones y obsesiones para tejer un tapiz denso y de textura fina más cercano en espíritu y construcción a un lujoso musical de Broadway que al concepto de un álbum convencional de música rock."
Jason Ankeny (AllMusic) 

A Life Of Surprises (1992) primer recopilatorio de la banda, logró el tercer puesto en las listas de ventas y ha sido el disco más popular de Prefab Sprout. 16 canciones que resumen la primera parte de su trayectoria, momento a partir del cual algunos fundadores de Prefab Sprout se desvincularon del proyecto.
Andromeda Heights (1997) es un álbum conceptual integrado por 12 canciones sobre el amor y el espacio (guiños al cosmonauta ruso Yuri Gagarin incluidos). Neil Conti, miembro histórico de Prefab Sprout, no participó en la confección de este disco. También hay que destacar que fue el último disco con las voces empastadas de Wendy Smith y Paddy Mcaloon.

"Debido al perfeccionismo obsesivo de Paddy McAloon, Andromeda Heights fue el primer álbum Prefab Sprout en siete años. Por supuesto, fue recibido con anticipación, pero el álbum no cumple con las esperanzas de los fervientes seguidores del grupo.(...) Es una grabación sólida de Prefab Sprout, llena de elegantes melodías, letras irónicas y una producción impecable, pero después de siete años, supone una pequeña decepción."
Stephen Thomas Erlewine (AllMusic) 

38 Carat Collection (1999) segundo recopilatorio fue un doble disco con las 38 canciones más representativas de la banda británica. El sonido se remasterizó y se confeccionaron nuevas versiones para los aficionados más veteranos. Incluso se rescató para la selección la primera grabación oficial de la banda Lions in my own garden.
The Gunman And Other Stories (2001) es un álbum temático de sus 10 canciones que giran sobre la vida en el Oeste de Estados Unidos y, por tanto, se aleja del estilo musical de pop contemporáneo. Empleando multitud de instrumentos de la música country como el banjo y con una producción poco sofisticada y muy natural, las canciones más conocidas fueron «Cowboy Dreams», «The Gunman» y «Blue Roses». «The Gunman» fue grabada por Cher. Wendy Smith, miembro de la banda desde sus inicios discográficos, no participa en este disco y se retiró tras dar a luz a su primer hijo.

"El álbum contiene sorpresas para el viejo aficionado de Prefab Sprou. Por un lado la vocalista de respaldo Wendy Smith está ausente, después de haber dejado el grupo tras el nacimiento de su primer hijo, y por otro, es un álbum conceptual dedicado al Oeste norteamericano.(...) El veterano productor Tony Visconti es un maestro al equilibrar las partes orquestales con una sección a ritmo de rock, por lo que The Gunman and Other Stories es considerablemente menos vaporoso que Andromeda Heights.(...) No es el peor álbum de Prefab Sprout (...) pero palidece en comparación con el mejor trabajo de Paddy McAloon."
Stewart Mason (AllMusic) 

Let's Change The World With Music (2009) disco con 11 nuevas canciones se trata de una serie de demos grabadas durante 1993 en su estudio doméstico, llamado Andromeda Heights, en Durham y que en principio se iban a gestar en un estudio con el resto de la banda incluyendo nuevamente a Thomas Dolby en la producción con el objetivo de lanzar el disco en 1994. Debido a desavenencias con la discográfica, el proyecto quedó aplazado, pasando al olvido hasta su publicación el 7 de septiembre de 2009 con Calum Malcolm como ingeniero de sonido y mezclador. Alcanzó el puesto 39 en las listas del Reino Unido y gozó de una excelente respuesta de la crítica musical. Contiene canciones «Let There Be Music», «Earth, The Story So Far», «The Last Of The Great Romantics», «God Watch Over You» o «Ride». Estas dos últimas ya habían sido grabadas por la cantante australiana Wendy Matthews en su disco The Witness Tree. «God Watch Over You» también fue grabada por Frances Rufelle en su disco Fragile.

"Si bien la banda nunca completó el álbum Let's Change The World With Music es la terminación de un trabajo demostación por McAloon y no solamente un "lo que podría haber sido": es uno de los álbumes más consistentes de la carrera de la banda.(...) Es un álbum conceptual que se basa en la intensa, a menudo religiosa, alegría por la música y el regalo que proporciona."
Stephen Schnee (AllMusic) 

Crimson/Red (2013) es un disco grabado en otoño de 2012, aunque alguna canción procede de 2007 y otras ideas fueron rescatadas de distintas épocas. Grabado íntegramente en el estudio doméstico de Paddy McAloon con alguna ayuda de un técnico. Está firmado como Prefab Sprout y en el libreto McAloon e indica que quienes fueran integrantes básicos del grupo como Martin McAloon, Wendy Smith, Neil Conti, o Thomas Dolby, aunque no participaran en su elaboración, estuvieron muy presentes.

"Una lista ajustada de diez canciones, una producción impecable y un flujo general de álbumes clásicos son la guinda del pastel."
David Jeffries (AllMusic) 

I Trawl The Megahertz (2019) es la reedición, bajo el nombre del grupo, de un álbum editado originalmente en 2003 por Paddy McAloon en solitario. Con una difusión muy limitada pronto quedó descatalogado. Se caracteriza por ser un álbum de pop prácticamente instrumental, sólo una de las canciones «Sleeping Rough» cuenta con letra, temáticamente inspirado por las emisiones de radio corta en un periodo en que el compositor estaba aquejado de enfermedades oculares y del síndrome de Ménière.

"I Trawl the Megahertz, el primer álbum en solitario de Paddy McAloon, es tan probable que te desconcierte y enfurezca como que te aturda y cautive. Grandioso, muy orquestado, predominantemente instrumental, y no el tipo de música que te pones antes de salir o cuando estás de humor para limpiar la casa, es increíblemente poderoso, casi demasiado poderoso, incluso cuando lo comparas contra todo del pasado de Prefab Sprout."
Andy Kellman (AllMusic) 

## Discografía

### Álbumes de estudio
- Swoon (1984)
- Steve McQueen (1985)
- From Langley Park To Memphis (1988)
- Protest Songs (1989)
- Jordan: The Comeback (1990)
- Andromeda Heights (1997)
- The Gunman And Other Stories (2001)
- Steve McQueen (reedición acústica) (2007)
- Let's Change The World With Music (2009)
- Crimson/Red (2013)
- I Trawl The Megahertz (reedición) (2019)

### Compilaciones
- A Life Of Surprises: The Best Of Prefab Sprout (1992)
- 38 Carat Collection (1999)